# Ной-Брона
Ной-Бро́на или Но́ве-Бро́нё (нем. Neu-Brohna; в.-луж. Nowe Bronjoо файле) — деревня в Верхней Лужице, Германия. Входит в состав коммуны Радибор района Баутцен в земле Саксония. Подчиняется административному округу Дрезден.
Находится около одного километра севернее деревни Бронё на дороге между административным центром коммуны Радибором и деревней Лупой. На севере деревни протекает река Ломшанке (Ломщанка).
С 1998 года входит в состав современной коммуны Радибор.
В настоящее время деревня входит в состав культурно-территориальной автономии «Лужицкая поселенческая область», на территории которой действуют законодательные акты земель Саксонии и Бранденбурга, содействующие сохранению лужицких языков и культуры лужичан .
Официальным языком в населённом пункте, помимо немецкого, является также верхнелужицкий язык.
В 2011 году в деревне проживало 18 человек.